# Grzybów (Staszów)
Pour les articles homonymes, voir Grzybów.
Grzybów est une localité polonaise de la gmina et du powiat de Staszów en voïvodie de Sainte-Croix.